# WxY ダブリューエックスワイ
『WxY』（ダブリューエックスワイ）はマドカマチコによる日本の青年漫画作品である。

## 概要
『週刊ヤングジャンプ』（集英社）にて2012年30号から2014年12号まで連載された。キャッチフレーズは「エロ漫画家の△（トライアングル）LOVEコメディ」。作風はコメディ色の強いものとなっている。

## あらすじ
エロ漫画家の横田高志は偶然訪れた書店で姪である和田愛美の万引き場面に遭遇、店員に呼び出されたがなんとか切り抜け、自身を嫌う姉との再会を逃れた。
そんな折、高志は『月刊ヤングジャンク』で連載しているエロマンガ「あいみのつぼみ」が人気を博したことで担当編集から『週刊ヤングジャンク』への移籍を言い渡される。ふと実家を訪れると、自身の部屋は愛美が使用しており、ごみ箱の中にカラー芯を消したであろう大量の消しゴムカスがあることに気付く。不審に思い、机の1番下の引き出しを開けると愛美が描いたと思われるエロ漫画ノートを発見。直後に愛美が現れ、泣かせてしまうが、母親の仲裁により切り抜ける。新連載の締め切りに追われていた高志はなりゆきで持ち帰った愛美のノートからキャラクターを盗用してしまう。移籍第1話が載る『週刊ヤングジャンク』が出版された後、消えない罪悪感から愛美の中学校を訪れ、愛美に謝罪する。何発も殴られた末、愛美から落書きのキャラクターを漫画にしてくれたことを感謝され、高志は原作に協力してくれるよう懇願した。愛美はそれを受け入れ、後に編集者も承諾し、週刊連載は続いていく。

## 登場人物

### 主要人物
横田 高志（よこだ たかし）
本作の主人公。日本の漫画家。男性。28歳。独身。ハーフリムでセルフレームの眼鏡をかけており、薄い口髭とあご髭を生やしている。背中まで伸びた黒髪を首の後ろで一本結びにして前髪の一部を両耳の横から垂らしている。
照英社（しょうえいしゃ）の一般青年誌『月刊ヤングジャンク』において横田たかしのペンネームでエロ漫画『あいみのつぼみ』を連載していたが井吹により『週刊ヤングジャンク』への移籍を強引に決められた。当初はスケジュールを理由に渋っていたが、佳子から単行本を便器内に捨てられ、さらに軽蔑されゲロまみれにされて現実の女性に失望し、週刊連載をすることを決断した。以前はよこだたかし名義を使い成人向け漫画雑誌で作品を発表していたが井吹に声をかけられ『ヤングジャンク』で描くようになった。
たまたま訪れた書店で万引きをした姪の愛美と10年ぶりに再会。保護者である姉と会うのを恐れ、店員がいなくなった隙に代金を置いて愛美を店外に連れ出した。その後色々あり、愛美と一緒に漫画を作ることになる。愛美が生まれた際に病院で命名したが、それは当時ノートで自身がデザインし、オナペットにしていたキャラクターと同名であった。後にノートが姉に見つかり殴られ、ノートも破られ、二度と愛美に触れるなと軽蔑された。
職場では集中してくると全裸で漫画を描く。ただし担当者が来ると下着は穿く。画風は可愛いがやや平面的である。エロ漫画家としての誇りを守るために女を抱かないという強い信念がある。創作意欲を駆り立てるのがエロしかないため「マンガ家」ではなく「エロマンガ家」と名乗る。36ページ仕上げるのに10日かかっており、特にネームを描くのが遅い。パソコンには疎く、ペン入れはアナログのみである。両親と姉にはウェブデザイナーで会社勤務していると嘘をついている。
自身の性域であるあいみの存在に触れる行為には強い拒絶を示す。
5年前に甘栗むき太郎のアシスタントをしており、同じくアシスタントだったKY☆ポコニャンや東条茜と親交を持ち、御生極ザネリとは同棲していた。
週刊移行に伴い、担当編集に井吹に代わり鷲尾佳子が、アシスタント増員に若月千早が,ネーム担当で和田愛美が加わっていく。
和田 愛美（わだ あいみ）
本作のヒロインの一人。集英大学附属中等學校に通う高志の姪。中学校2年生の14歳でクラスは2年1組。黒髪ロングヘアの美少女だが私服がダサい。春に両親の離婚が決まり母親と高志の実家へ移り住み、以前高志が使っていた部屋を自身の部屋として使用している。1998年（平成10年）11月5日に三木本病院で生まれた。高志の命名が採用されなければ祖母が頼んだ姓名鑑定師が提案した「弁子（べんこ）」になるところだった。
高志がパソコン雑誌を立ち読みに書店を訪れた際、『あいみのつぼみ』第1巻の単行本を含めた3冊のエロ漫画を万引きしようとして高志に捕まり、ともに書店員へ店の奥へ呼ばれたが、名前と連絡先を書いた後に高志に店外へ連れ出され難を逃れた。実家を訪れた高志により自身がノートに描いた下手糞な絵のエロ漫画を発見され、そのノートは高志によって持ち去られた。謝りに来た高志を殴ったものの自身が考えたキャラクターが誌面に載り、クラスメイトから褒められたことを喜んだ。高志から一緒に漫画を作るよう懇願され、第3話まで読んだ後に原作を手伝うこととなった。母清美から空手を教わっている。ちなみに他の人物たちから「愛美」と漢字表記で呼ばれ、ひらがな表記の「あいみ」のときは横田の漫画内キャラのほうとなる。
鷲尾　佳子（わしお　けいこ）
「#編集者」の項目参照。横田の担当編集者。
若月 千早（わかつき ちはや）
「#横田たかしのアシスタント」の項目参照。
わらび（わらび）
「#その他の人物」の項目参照。
あいみ（あいみ）
横田高志の性域（だれにも冒されることのない性なる領域の意）の架空の人物で理想の女性像。高志自身が描く連載中の漫画の主人公でもある。他の人物からはひらがなで「あいみ」と呼ばれ、漢字表記の「愛美」のときは和田愛美のほうを指す。
「#あいみのつぼみ」の項目も参照。
和田　清美（わだ　きよみ）
横田の姉で、愛美の母親。
「#その他の人物」の項目参照。
御生極　ザネリ（みうきわ　ざねり）
「#週刊ヤングジャンク」の項目参照。

### 横田たかしのアシスタント
月刊連載の時はアシスタント2人体制だったが、週刊連載へ移ったことで増員された。千早が来るまでは女性アシスタントは雇用していなかった。
佐野 敦（さの あつし）
レギュラーの男性アシスタント。一番の古株。黒髪でアシたちの中では唯一めがねをかけていない。終電は11時前後。自動車免許もち。6年前に新人賞受賞。北海道出身177cm、62kg、26歳。背景、仕上げ担当。
祐木 航平（ゆうき こうへい）
横田の職場にヘルプで入った若い男性アシスタント。淡い色の髪でおかっぱ風の髪型、ハーフリムでセルフレームの眼鏡をかけている。桜子のアシスタントをしていたが連載終了に伴い高志のレギュラーアシスタントとなる。心の中では高志の変な行動や言動に対しツッコんでいる。自身の仕事に対しての責任感が強く、体調が悪いことを口にせず全うしようとする。作業スピードは千早と比べて格段に速い。高志に千早を紹介したが、女性と伝えるのを忘れていた。作業場には自転車で通っている。広島出身172cm、52kg、24歳。背景作画担当。
若月 千早（わかつき ちはや）
本作のヒロインの一人。週刊連載後、祐木の紹介により働くことになった若い女性アシスタント。髪型はショートボブで前髪を右側に流し、ヘアピンで留めている。作業中はハーフリムでメタルフレームの眼鏡をかける。巨乳であり、さらに着やせする。自身によると乳首の色はピンク。全裸の高志が自身の胸に飛び込んでくるという最悪な出会いをした。以前は桜子の下でアシスタントをしていた。自身の漫画ですらアナログ仕上げの経験がなく、前の職場ではパソコンでコミスタなどを使用し、トーンを貼っていた。初日に高志からレギュラーで働くならば最低限のアナログ処理が必要と言われ、効率の悪い選択し何度も手直しをさせる高志が理解できず、自身の作業の拙さにも悔し涙を流し洗面所に篭ったが、上着を脱いで鏡を見ながら試行錯誤したことで閃き、翌日には格段に上達し課題をクリアした。仕事場から4駅離れた場所に住んでおり、終電は0時。毎回Tシャツには胸に関連したスラングがプリントされているが、読者向けのお遊びなのか誰もつっこまない。三重県出身。155cm、48kg、23歳。仕上げ担当。
少年ジャンク新人賞で奨励賞を「KOMUSOアイランド」で受賞した。

### 編集者
井吹（いぶき）
『月刊ヤングジャンク』で高志の担当をしていた男性の副編集長。『週刊ヤングジャンク』にも移るが忙しいため、サポート編集者として佳子を高志に紹介した。成人誌で描いていた高志に声をかけて照英社に引き抜いた。高志はスケジュールの面で渋っていたが、読者人気が高いため「あいみのつぼみ」を『週刊ヤングジャンク』へ強引に移籍させた。愛美の原作としての参加を認めたが、童貞かぶれの草食男性と思っていただけに、その変態レベルの高さに一目置くようになった。夜のお勤めとしてキャバクラに行き、徹夜明けでもソープへ行ける体力がある。喫煙者。
鷲尾 佳子（わしお けいこ）
本作のヒロインの一人。『週刊ヤングジャンク』で井吹のサポートとして高志を担当することになった若い女性。淡い色のロングヘアで流行のメイクをして高級ブランドの服を着ている。喫煙者。ファッション雑誌「GROSS」からヤングジャンク編集部へ配属されたが、漫画雑誌での仕事に不満を持っており周囲の人間と全く打ち解けようとしない。親睦会で人の輪に入らずカウンターで飲んだくれていたが、益荒のセクハラ発言に憤り退散する。泥酔しており、向かった先は男子トイレであり個室でネームを描いていた高志と遭遇、誤解からトラブルになるが、途中で気分が悪くなり高志に嘔吐を手伝わせ、介抱させた。しかし、自身はその夜の記憶が無い。原作の手伝いとして愛美を紹介されたことで、自身の経歴に傷が付かないよう高志を監視するようになった。仕事でミスをしてしまい、それが切っ掛けに真剣に漫画の編集に取り組む様になった。学生時代は『浦和のタチウオ』と呼ばれ泳ぎも得意。動揺しているときでも手癖で複雑な折り紙を行ったりする器用さをもつ。ネット情報での予習も欠かさない完璧主義者。密かに甘いものが大好きな花の26歳。
小松 淳一（こまつ じゅんいち）
　男性。窓釜チコを担当している。以前には風俗のコラムをやっていたこともある。編集部内でなにかと鷲尾とぶつかることが多い。
　後に自分を解放し覚醒。御生極ザネリの担当になる。

### 漫画家

#### 週刊ヤングジャンク
益荒 猛（ますら -）
同誌で1、2を争う人気のエロ漫画『魔羅王（マラキング）』の作者。無類の女好きで、女はひねくれていてずる賢くて腹黒い生き物であるとし、そういった女性を口説き落とすのが趣味であり、口説いた女は必ず自身の漫画作品へ登場させる。同作は（益荒の初登場の時点で）27巻刊行されており、あいみのつぼみの移籍第1話掲載の『週刊ヤングジャンク』で連載300回を迎えた。ストーリーはマッチョな男性主人公が生き別れになった実の妹を探すため旅に出るも、行く先々で女性達に行く手を阻まれ、それを相手にするうちにいつの間にか女千人斬りが目的となるといったものである。
月島 艶美（つきしま つやみ）
美少年アマレス『敏感ピンフォール』作者。同作は女性読者にも人気がある。淡い色の巻き髪風ロングヘアの若い女性。
ツンドラ高橋（ツンドラたかはし）
学園ギャグ漫画『勝手にJUNPEI』作者。短髪で短い顎鬚を生やした若いイケメン。
花野 桜子（はなの さくらこ）
女性作家。アシスタントは基本的に女性ばかりだが、職場では下ネタが飛び交い、仕事の合間にティータイムを設けている。「あいみのつぼみ」第3話が掲載した頃に連載が終了した。連載中は祐木、千早が以前働いていた。女性の裸が頻繁に登場する作風であり、例として頭に2本の角が生えた女性が描かれていたことからファンタジー作品と思われる。連載タイトルと掲載雑誌は不明。20歳でデビューした。過去作品「黒ナース」が映画化され、ヤングジャンクで短期集中連載開始。
山本 道弘（やまもと みちひろ）
本人は作中で登場していないが、同誌25号で『After Party』が掲載された。
窓釜 チコ（まどかま ちこ）
ダンスラブコメ漫画『恋のABC』を連載。現在はダンスバトル漫画路線。絵はパソコンで作成している。身長2ｍ。合コンには参加するが、他人の恋愛には興味が無い。担当編集は小松。名前の元ネタは作者のマドカマチコ先生自身。
御生極 ザネリ（みうきわ ざねり）
デビューから僅か4年で1500万部を売り上げ、TVアニメ化もされている新人人気漫画家。頭の回転が速く口も達者な嘘の天才だが、基本的にわがままで短気な性格。黒髪で口元にほくろあり、胸は小さい。過去に甘栗むき太郎のアシスタントをしていた時期があり、当時の横田と同棲していた。千早がアシスタントのヘルプに行った縁を機に再び横田の前に現れることになり、彼や周囲の人間を振り回す行動をとる。
「少年ソウル誌」で連載していた『MELTY&MARBLE』連載終了後。新年号より「ヤングジャンク」で『KAGURA』を連載開始。ネーム中は全裸、他スタッフが居る作画中はガウンを着用。担当編集は覚醒小松。本名は脇墨絵梨奈（わきずみえりな）。

#### その他の作家
KY☆ポコニャン
大学時代から人気同人作家として名を馳せ、同時期にエロマンガ家甘栗むき太郎の下で修業を重ねる。その後大学を中退しプロデビュー。フェチズム溢れるエロ描写で幅広い読者に支持され、近年では携帯コミックで過去作品が配信されるなど、さらなる人気を呼ぶエロマンガ界の新鋭作家。気取った言い回しを好むが暴言となっていることが多い。風俗王になるという宣言をし日々研鑽中。テンガなどのグッズも好き。本名神谷優一。実年齢は24歳だが、週刊連載のストレスで見た目おっさんに成り果てたと本人の弁。代表作は『ブラちら』『はみPAN!』。現在は『ナカイキッ!』を連載中。
八神 榊（やがみ さかき）
横田と親交のあるエロマンガ家。32歳。漫画では、メガネっ娘のメガネを割ることによって限界を超えたオーガズムを表現することを得意としている。42話では意中の女性とのため合コンをセッティングした。
浜松 うなぎ（はままつ うなぎ）
巨大なうなぎに締めつけられる熟女ネタを得意とするエロマンガ家。36歳。友人である東条の結婚式で、出し物として「乾杯」を歌うつもりでいたが、KY☆ポコニャンによる暴走のために会場が、横田含むエロマンガ家テーブルに対し四面楚歌状態になったため、会場からバックれた。
ＳＨＯＹＡ
凌辱系エロマンガ家。26歳。
東条 茜（とうじょう あかね）
さわやかイケメンな漫画家。男性。5年前横田たかし、KY☆ポコニャンとは甘栗むき太郎のもとでのアシスタント仲間だった。その後大手青年誌でプロデビュー、初連載作品『花びらステーション』が深夜アニメ化。アシスタントだった京子（旧姓田畑）と結婚した。ペットは3匹の小型犬チャック、ウィル、ソン。自宅兼仕事場の一戸建てをもつ。
甘栗 むき太郎（あまぐり むきたろう）
エロ漫画家。回想や過去編に登場。5年前に横田たかし、KY☆ポコニャン、東条茜をアシスタントとして使っていた。東条茜がプロデビューしアシをぬけた後に入れ替わりに御生極ザネリをアシスタントに補充。妻帯者だが、ポコニャンや東条をヘルスに連れて行ったりもしていた。作風のこだわりは黒乳首。
鳴海 ワカメ（なるみ わかめ）
BL系作家。八神主催の合コンに参加。BL界を席巻する唯一の神で絶対的な存在。腐女子にたいして理解の無い人間を忌み嫌う。日常生活においてありとあらゆるものを萌えの対象（BLカップリング）に置き換えることができる。
梅川 サンゴ（うめかわ さんご）
BL系作家。八神主催の合コンに参加。
夕凪 夏美（ゆうなぎ なつみ）
BL系作家。八神主催の合コンに参加。

### その他の人物
わらび（わらび）
ファッションヘルス『きのこのおやま』のナンバー1。右目に二つ並んだ泣き黒子あり。横田を接客する。
アザミ（あざみ）
ファッションヘルス『きのこのおやま』のナンバー2。21歳。B84・W58・H88。ぽこにゃんを接客する。
つくし（つくし）
ファッションヘルス『きのこのおやま』従業員。トラウマのため横田の接客をわらびに代わってもらう。
和田 清美（わだ きよみ）
高志の実姉で愛美の母親。福岡に住んでいたが正式に離婚が決まり、春から実家へ戻っている。愛美の親権で夫と揉めたが結果引き取った。愛美が生後8ヵ月の頃に高志が娘の名前を用いて描いたエロマンガを見つけて憤慨し、高志を殴り倒した後、目の前でノートを全て破った。当時は空手初段。高志が使っていた部屋の荷物は物置に収納し、漫画は全て捨てた。教育方針から愛美には一切漫画を読ませない。少女時代は愛美にそっくりだったが、高校時代から変わり始めた。鷲尾の説得で弟の事を理解する様になる。
横田（母）
横田高志、和田清美の母親で和田愛美の祖母にあたる。息子高志の職業はウェブデザイナーだと聞かされていて、エロマンガ家であることは知らされていない、疎遠であるらしく久しぶりにあったときヒゲ姿に驚いていた。生まれた愛美に姓名鑑定の先生からの命名「弁子」を勧めていたが清美に却下された。
横田（父）
横田高志、和田清美の父親で和田愛美の祖父にあたる。
東条 京子（とうじょう きょうこ）
東条茜の嫁兼アシスタント。旧姓は田畑。料理が得意。飼っている3匹の小型犬の名はチャック、ウィル、ソン。
綿貫 瞬（わたぬき しゅん）
ファッション誌の専属カメラマン。鷲尾の知人。愛美の叔父役を演じた。
ナオ（なお）
愛美のクラスメイト。前髪あげでこだし。見栄で自分の叔父はかっこよくて素敵だといってしまった愛美に対し、ならばその叔父に会わせろと要求した。
萌（もえ）
愛美のクラスメイト。眼鏡。
しおり（しおり）
愛美のクラスメイト。ベリーショート。
大竹（おおたけ）
愛美と同じクラスに所属する男子生徒。教室で『週刊ヤングジャンク』を読んでいた。黒髪ストレートで長めの前髪を額の真ん中で分けている。
能見 武（のうみ たけし）
絶版社『週刊ヤングソウル』のデスク。肉と女がすき。千早にコラム執筆の仕事をもってくる。
警官たち
横田の行動範囲あらわれる二人組の警官。横田を「自称」の漫画家だと思っている。
花織（かおり）
千早の専門学校時代の友人。マンガ家の先生と付き合っていた。
夏美（なつみ）
千早の専門学校時代の友人。彼氏は編集者。
チカ（ちか）
千早の専門学校時代の友人。能見に千早を紹介する。

## 用語解説
『月刊ヤングジャンク』
照英社が発行する一般青年誌『週刊ヤングジャンク』の月刊増刊誌。高志が「横田たかし」名義で『あいみのつぼみ』を連載していた。発行部数の多い週刊よりは規制がゆるい。
『週刊ヤングジャンク』
発行部数30万部の人気雑誌。全国のコンビニエンスストアでも並べられ、基本価格は320円。月刊で人気を博した『あいみのつぼみ』が移籍する。ファンによる略称は「YJK」。
親睦会
照英社の人気漫画家が集まる親睦会。少数だが、編集、デザイナー、他社の作家も参加する。会場の雰囲気は華やかで、参加者の身なりは洗練されている。作家達は情報収集し、自らの作品へ反映させるためにスケジュールを調整してでも参加する。会話の主な内容は自慢、牽制、迎合。
集英大学附属中等學校
愛美が通っている共学の中学校。清美の母校であり、高志も通いたかったが成績が悪いため、それは叶わなかった。

## あいみのつぼみ
『月刊ヤングジャンク』の看板だったお色気漫画。単行本は既刊1巻にもかかわらず書店では平積みされている。ちょっぴりドジでエッチな女子高生あいみが巻き起こす学園ドタバタエロコメディ。アンケート結果も上々で単行本の売れ行きが良かったため『週刊ヤングジャンク』へ移籍、第25号より新連載として掲載された。益荒からは純粋無垢で素直で可愛い女の子だが「可愛いだけで抜けない」、「リアルじゃない」と酷評された。週刊ヤングジャンク移行４話目からはテスト期間を除き、主に愛美がネームをきっている模様。
あいみ
同作の主人公。ロングヘアの女の子で巨乳。私服は紐付きパーカーにミニスカート、ハイソックス。転んだ拍子におっぱいがでる。
「#主要人物」の項目も参照。
りま
ネームに行き詰まった高志が愛美のノートから性格などを盗用してデザインし、新連載の1話から登場させたツインテールの女の子。あいみのライバルでありイキイキした性格でキャラが立っている。両耳に星型のピアスをしている。
こぶた
あいみのつぼみのマスコットキャラ。作者の前作のヒロインである南田の最終形態と瓜二つ。
あいみAA(アスキーアート）
局地的な場所で人気。「ゆっくりでこっていってね」という決め台詞がある。
チンポン
横田をモデルにしたゆるキャラ。愛美自身の手でぬいぐるみが作成された。

## その他
- 作中では本作が掲載されている『週刊ヤングジャンプ』の作品「キングダム」や「嘘喰い」の単行本が書店で販売されている。
- 特別編WxY+Gにおいて「TERRA FORMARS テラフォーマーズ」のミシェルが作品同時刻中に火星で戦っていた。
- 19話で千早の胸に感動した愛美の「トレッビアンッ！」のセリフと構図は「東京喰種トーキョーグール」の月山が金木に感動したシーンのオマージュ。
- 24話では横田は浜辺のギャラリーのお願いで「ねじまきカギュー」の鉤生十兵衛のイラストを描いていた。
- 44話ではおあずけの作風例として「源君物語」の藤原香子、桃園朝日、桐山葵が描かれた。
- 50話51話では「東京喰種トーキョーグール」を下地にした舞台背景で物語が展開した。
- 56話では作者の前作である「乙女のホゾシタ」より鬼頭獅子丸・木村拓哉・権藤猛志の三人組がカメオ出演。

## 単行本
各巻カバーにヒロインと作中季節の花。カバーをはずすと表面にそのヒロインのヌード＋裏面に登場した作中の漫画表紙という装丁。巻中には書き下ろしおまけ漫画1~3ページ、巻末に次巻予告が2ページ（1巻のみ次巻予告なし）掲載されている。
- マドカマチコ 『WxY ダブリューエックスワイ』 集英社〈ヤングジャンプ・コミックス〉、全7巻（2014年3月19日現在）
  1. 2012年11月24日第1刷発行（11月19日発売[集 1]）、ISBN 978-4-08-879471-6
  2. 2013年1月23日第1刷発行（1月18日発売[集 2]）、ISBN 978-4-08-879579-9
  3. 2013年4月24日第1刷発行（4月19日発売[集 3]）、ISBN 978-4-08-879592-8
  4. 2013年7月23日第1刷発行（7月18日発売[集 4]）、ISBN 978-4-08-879702-1
  5. 2013年10月23日第1刷発行（10月18日発売[集 5]）、ISBN 978-4-08-879703-8
  6. 2014年2月24日第1刷発行（2月19日発売[集 6]）、ISBN 978-4-08-879740-3
  7. 2014年3月24日第1刷発行（3月19日発売[集 7]）、ISBN 978-4-08-879785-4
- ※単行本未収録　ヤングジャンプ2014年16号「特別編」